# Claude Greder
Claude Philippe Greder (Strasburgo, 8 febbraio 1934 – Stosswihr, 9 aprile 2005) è stato un pallanuotista francese.
Ha partecipato, come membro della Francia, alle Olimpiadi di Roma 1960, partecipando al torneo di pallanuoto.